# Edouard Leys
Edouard Leys (Bruges, 5 luglio 1889 – Mugeri, 10 agosto 1945) è stato un missionario e vescovo cattolico belga.

## Biografia
Entrò nella società dei Missionari d'Africa e fu ordinato prete il 27 giugno 1914.
Il 19 dicembre 1929 fu eletto vescovo titolare di Uzali e vicario apostolico di Kivu; si dimise nel 1944.
Fondò due congregazioni indigene: quella maschile dei Fratelli Servi di Gesù Sacerdote nel 1930 e, nel 1932, quella femminile delle Figlie di Maria, Regina degli Apostoli.

## Genealogia episcopale
La genealogia episcopale è:
- Vescovo Johannes Wolfgang von Bodman
- Vescovo Marquard Rudolf von Rodt
- Vescovo Alessandro Sigismondo di Palatinato-Neuburg
- Vescovo Johann Jakob von Mayr
- Vescovo Giuseppe Ignazio Filippo d'Assia-Darmstadt
- Arcivescovo Clemente Venceslao di Sassonia
- Arcivescovo Massimiliano d'Asburgo-Lorena
- Vescovo Kaspar Max Droste zu Vischering
- Vescovo Joseph Louis Aloise von Hommer
- Vescovo Nicolas-Alexis Ondernard
- Vescovo Jean-Joseph Delplancq
- Cardinale Engelbert Sterckx
- Vescovo Jean-Joseph Faict
- Cardinale Pierre-Lambert Goossens
- Vescovo Gustave Joseph Waffelaert
- Vescovo Edouard Leys, M.Afr.